# Leben am seidenen Faden
Leben am seidenen Faden ist ein populärwissenschaftlich geschriebenes Lehr- und Bilderbuch sowie ein Dokumentarfilm über Webspinnen. Der Film und das 1975 erschienene Buch entstanden in Zusammenarbeit des Universitätsprofessors und ehemaligen Leiters des Kölner Zoos Ernst Josef Kullmann mit dem Wissenschaftsjournalisten Horst Stern. Erstmals ausgestrahlt wurde der Beitrag in der Fernsehserie Sterns Stunde mit dem Untertitel Die rätselhafte Welt der Spinnen Ende Dezember 1975.
Sowohl der Film als auch das Buch wurden vom naturwissenschaftlich interessierten Publikum sehr geschätzt. Dies lag vor allem an der Mischung aus detaillierten und fundierten Informationen über Spinnen und ihre Lebensweise, den sehr guten Filmaufnahmen und Fotografien sowie der gut verständlichen und unterhaltsamen Darstellung des Inhalts durch Horst Stern.

## Filmmusik
Als Musik zu dieser Dokumentation werden u. a. Totem von Synthesizer-Instrumental-Musiker Klaus Schulze (ab 20:51 min) und andere Werke von ihm verwendet. Auch Musik der ebenfalls Synthesizer spielenden Berliner Band Tangerine Dream aus deren Album "Phaedra" wird benutzt.